# Lápi sás
A lápi sás (Carex davalliana) a palkafélék (Cyperaceae) családjába tartozó, Magyarországon védett növényfaj. Specifikus nevét egy angol származású svájci botanikusról, Edmund Davallról (1763-1798) kapta, aki először írta le a fajt.

## Leírása
10–30 centiméter magas, évelő sásfaj. Sűrűn gyepes tövű, tömött telepet alkot, levelei serte formájúak, levele és szára háromszögletes, érdes. Kétlaki növény, így a termős és porzós virágú füzérkék nem egy növényen fejlődnek. Május-júniusban virágzik. A termős füzérkék 2 bibéjű tömlői 3–5 milliméter hosszúak, hosszú csőrűek, barnák, kissé görbültek, éretten a pelyvákkal együtt elválnak a füzérke tengelyétől. Elterjedésében szerepe van a madaraknak, amiknek a tollára a termés ráragad, így azt magukkal viszik nagy távolságokra is.

## Élőhelye
Közép- és Nyugat-Európába Szibériából, Nyugat-Oroszországból és Kis-Ázsiából érkezett. Meszes forrás- és síklápokon, Közép-Európában szórványosan fordul elő, nálunk üde láprétek fogyatkozóban levő sásfaja. Németországban a veszélyeztetett fajok közé sorolják. Magyarországon többek közt a Gödöllői-dombság területén él.